# Carlo I. Tocco

Ererbte Territorien, dauerhafte und temporäre Erwerbungen von Carlo I. Tocco

Carlo I. Tocco (* zwischen dem 28. Mai 1374 und dem 25. August 1377 in Kefalonia (?); † 4. Juli 1429 in Ioannina) aus der neapolitanischen Adelsfamilie Tocco, Herzog von Lefkada, ab 1381 Pfalzgraf von Kefalonia und Zakynthos und ab 1418 Despot von Epirus. Er galt schon den Zeitgenossen als einer der wichtigsten Fürsten, und gilt noch heute als die bedeutendste Persönlichkeit der Familie Tocco. Darüber hinaus war er der erste von drei Herrschern der Tocci, die im Epirus regierten.
Ihm gelang es, das Machtvakuum und die extreme politische Zersplitterung nach dem Zerfall des Serbenreiches unter Kaiser Stefan Dušan († 1355) ebenso zu nutzen, wie die Machtlosigkeit der Byzantinischen Kaiser unter dem Druck des Osmanenreiches und die Ambitionen der lokalen Herrscher. Während seiner rund fünfzigjährigen Herrschaftsdauer agierte er in wechselnden Koalitionen mit den lokalen Mächten, aber auch mit den Großmächten, führte fast unausgesetzt Krieg und unterhielt eine eigene Kriegsflotte. Er setzte aber auch das Mittel der Heiratspolitik erfolgreich ein. Dabei war er Vasall des neapolitanischen Königs Ladislaus, der Osmanen unter Mehmed I. sowie der Venezianer, entrichtete Tribute, besaß aber zugleich die Bürgerrechte sowohl in Venedig (1396) als auch in der rivalisierenden Republik Genua (1389). Zudem lag er in langwierigem Streit mit führenden Familien der Albaner, gewann aber auch Verbündete unter ihnen im Kampf gegen die Osmanen. Dabei wurden die Kämpfe meist mit verhältnismäßig kleinen, effizienten Söldnergruppen durchgeführt, deren Finanzierung durch Plünderungen und Lösegelderpressung, aber auch durch die umfangreichen Mittel erfolgte, die Carlo durch seine Ehe mit der Tochter des Herzogs von Athen, Francesca Acciaiuoli, zur Verfügung standen. Francesca entstammte einem überaus vermögenden Florentiner Bankiershaus, das über entsprechende Geldmittel und Finanzierungstechniken gebot.

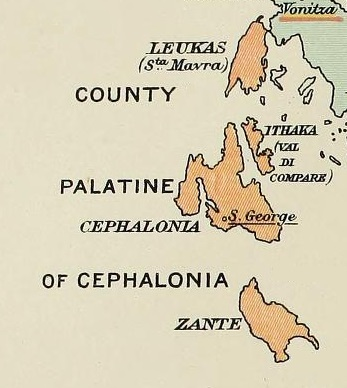
Pfalzgrafschaft Kefalonia, Ithaka und Zakynthos (1388)

In seinem Testament setzte er seinen Neffen Carlo II. als Nachfolger ein, da er selbst keinen legitimen und damit erbberechtigten Sohn hatte. Doch er hatte eine Reihe von illegitimen Söhnen, deren Rivalitäten zum Zerfall seines Reiches beitrugen. Der ganz überwiegende Teil seines Herrschaftsgebietes fiel schließlich an das Osmanenreich, die Pfalzgrafschaft Kefalonia und Zakynthos kam im Jahr 1500 für fast drei Jahrhunderte an Venedig.

## Leben

### Herkunft
Carlo, neapolitanischer Patrizier, der zwischen dem 28. Mai 1374 und dem 25. August 1377 geboren wurde, war der Sohn von Leonardo I. Tocco, Herr von Tocco (ab 1353) und Pfalzgraf von Kefalonia und Zakynthos (1357–1379) und der Maddalena Buondelmonti, einer Schwester von Esau Buondelmonti, dem Despoten von Epirus. Sein Großvater Guglielmo Tocco war um 1330 Gouverneur von Korfu erhoben worden, seine Großmutter war Margherita Orsini Angelo Dukas (* um 1300; † 1339), Tochter von Nikephoros I. Komnenos Dukas Angelos, 4. Despot von Epirus und Anna Paleologa Cantacuzena, die Nichte oder Enkelin des Kaisers Michael VIII. Als erstgeborener Sohn hatte Carlo Tocco somit einen Anspruch auf das Despotat Epirus sowohl von den Komnenos Dukas Angelos als auch von den Buondelmonti.
Carlos jüngerer Bruder war Leonardo II. Tocco, der spätere Herr von Zante, dem heutigen Zakynthos. Seine Schwester Petronilla heiratete 1372 Nicolò II. dalle Carceri (1371–1383), den Duca dell’Arcipelago, auch als Herzog von Naxos bekannt. Ihr gestattete der Senat am 15. März 1409 ihren Bruder zu besuchen und sich mit der Signoria auszusöhnen.

### Pfalzgraf von Kefalonia (ab 1376/1381)

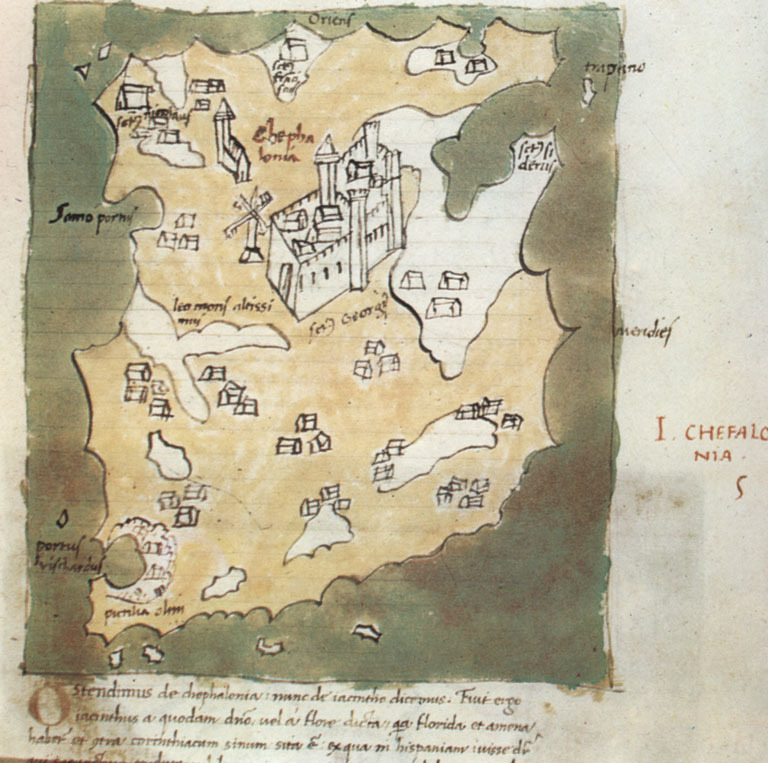
Karte der Insel Kephalonia, angefertigt um 1417 bis 1420, Cristoforo Buondelmonti: Liber Insularum Archipelagi

Carlo I. Tocco folgte als ältester Sohn seinem verstorbenen Vater Leonardo 1381 noch minderjährig auf den Thron der Pfalzgrafschaft Kefalonia und Zakynthos und des Herzogtums Leukadia. Sein Bruder Leonardo II. erhielt 1399 die Insel Zante als Paragium oder Partagium, also nicht als Apanage, sondern als ein dem älteren Bruder zwar unterstelltes, aber mit allen Rechten eines Landesherrn ausgestattetes Gebiet. Beide Brüder unterstanden, da sie noch Kinder waren, zunächst der Vormundschaft ihrer verwitweten Mutter Maddalena aus dem Florentiner Haus Buondelmonti. Königin Johanna I. von Neapel, seit 1343 Herrscherin des Reiches der Anjou in Süditalien, erkannte das Erbe sogleich an. Sie wurde bereits seit 1373 von den meisten Baronen von Achaia, der fränkischen Morea, ebenfalls als Lehensgeberin anerkannt. Carlos Grafschaft war lehensrechtlich an Achaia gebunden. Er wurde allerdings erst 1390 volljährig. Johanna verlieh Achaia 1376/77 gegen 4000 Dukaten für fünf Jahre an die Hospitaliter. Diese machten es sich zur Aufgabe, die von Albanern eroberten Anjou-Festungen in Epirus zurückzuerobern. Sie griffen Gjin Bua Shpata, einen der Führer der Albaner an, der Arta, Akarnanien und den Süden von Epirus kontrollierte.

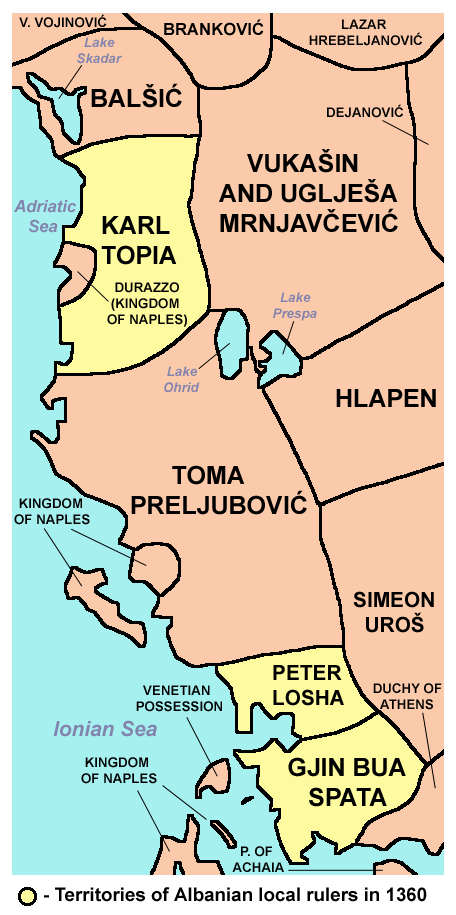
Albanische Gebiete um 1360

Bis 1385 entfalteten die Albaner nach dem Tod Leonardos eine bedeutende Expansionskraft und besetzten 1376 oder 1377 Naupaktos, was wohl den Angriff der Hospitaliter provoziert hatte, denn dies war die letzte Stadt der Anjou in diesem Gebiet. Die Albaner griffen auch Lefkada an, um die Insel auszurauben. Damit bedrohten sie nicht nur die Tocco, sondern auch die Handelswege Venedigs. Dieses sicherte sich 1386 Korfu zur Sicherung seines Seehandels mit dem östlichen Mittelmeer. Obwohl Mutter und Sohn cives veneti waren, und damit weit reichende Rechte in Venedig besaßen, betrachtete Maddalena die Venezianer nicht weniger als Gegner, als die Albaner. So erlegte sie ihnen 1383 hohe Abgaben bei der Vorbeifahrt an Lefkada auf. Als sie sich an die Genuesen, die scharfen Rivalen der Venezianer, um Hilfe wandte und ihnen ebenfalls Privilegien einräumte, kam es zu Spannungen mit Venedig. Der Text des Vertrages zwischen einem Gesandten und dem Dogen von Genua, Antoniotto Adorno, unterzeichnet in Genua am 2. Dezember 1389, ist nicht überliefert, doch befindet sich ein Notariatsakt im Staatsarchiv Genua. Ratifiziert wurde der Vertrag allerdings erst am 7. Oktober 1390.
Diese mächtige Rückendeckung mehrerer Großmächte ließ die Tocco eine enorme Machtdynamik entfalten. Denn schon bald gelang es Carlo, bei König Ladislaus von Neapel, seit 1386 Nachfolger Johannas, die Lösung der lehensrechtlichen Bindungen zum Fürstentum Achaia zu erreichen – war die Pfalzgrafschaft Kefalonia bisher dem Fürstentum Achaia als Lehen unterstellt gewesen, so war sie von nun an unabhängig von Achaia und damit gleichrangig. Zusammen mit seinem Bruder Leonardo eroberte Carlo zudem die Festung Glarentza auf dem griechischen Festland. Er wurde aber bald darauf wieder von der Familie Zaccaria, die aus Genua stammte, und albanischen Truppen von dort vertrieben.
Durch die Tocco-Chronik sind zahlreiche Einzelheiten der Kriegsführung überliefert, ebenso wie durch das Geschichtswerk des Johannes Kantakuzenos. Die militärischen Operationen wurden meist mit kleinen Einheiten durchgeführt – 1411 wurde Ioannina beispielsweise mit nur 100 Mann erobert. –, die Kämpfe drehten sich meist um eine der zahlreichen Festungswerke und wurden in Form von Überraschungsangriffen, Kriegslisten, Verrat oder kurzen Belagerungen durch zuverlässige und erfahrene Kämpfer durchgeführt. Wichtigstes Belagerungsgerät war dabei die Leiter. Um Städte zu erobern wurde das Umland ausgeplündert, die Ernte verbrannt, so dass die Verteidiger sich schon aus Gründen der mangelnden Versorgung zurückziehen mussten. Andererseits waren die plündernden Einheiten, meist Söldner, auf Beute angewiesen, denn es bestand praktisch keine Versorgungslogistik. Daher wurden viele Feldzüge vorrangig durchgeführt, um Beute und Gefangene zu machen, die man gegen Lösegeld freilassen konnte, keineswegs um Geländegewinne zu erzielen. Als Carlo 1416 Arta eroberte, konnte er seine Truppen nicht von der Plünderung der Stadt abhalten. Die Gefangenen wiederum waren eine wichtige Einnahmequelle und zugleich ein Mittel der Diplomatie. Als Söldner dienten in den permanenten Kämpfen „Franken“, „Römer“, Serben und vor allem Albaner. Carlo war in der Lage, hohe Summen aufzuwenden, um seine Truppen zu finanzieren. Dies hing weniger mit seinen Beutezügen zusammen, als damit, dass seine Florentiner Frau Francesca der reichen Bankiersfamilie der Acciaiuoli entstammte. Dies ermöglichte den Einsatz ausgefeilter Finanzierungsmethoden. In ihrer Heimatstadt war es längst gängige Praxis, Kriege durch Söldner führen zu lassen. Ganze Einheiten, meist unter italienischer Führung, boten sich den lokalen Potentaten an.
Bereits 1388 heiratete Carlo die besagte Tochter des Nerio I. Acciaiuoli, des Herzogs von Athen und Angehörigen einer der einflussreichsten Florentiner Familien. Als sein Schwiegervater, der 1365 aus Florenz gekommen war, Ende 1394 starb, hinterließ er ein Testament, das am 17. September 1394 aufgesetzt worden war. Darin erlangte seine Tochter Francesca, und damit ihr Ehemann Carlo, einen Anspruch auf Vasilika, Korinth und Megara. Livadia, Theben und Böotien erhielt sein außerehelicher Sohn Antonio, während Athen unter die Schutzmacht Venedig kam. Die ältere Tochter Bartolomea, die mit Theodor I. Palaiologos, Despot von Morea, verheiratet war und als die schönste Frau ihrer Zeit galt, wurde hingegen mit 9700 Dukaten abgespeist (die sich ihr Mann bei Nerio geliehen hatte). Als Carlo für kurze Zeit Korinth besaß, zwang er die Testamentsvollstrecker ein Dokument zu unterzeichnen, in dem sie erklärten, sie wären nur dem Willen des Erblassers gefolgt. Offenbar hatte Nerio seine Tochter Francesca gegenüber Bartolomea bevorzugt.
Als der zurückgesetzte Schwiegersohn Nerios, Theodor Palaiologos, die Eroberung von Korinth versuchte, rief Carlo die Türken zu Hilfe. Diese drangen unter dem Kommando von Ewrenos in die Morea ein, wie die Peloponnes genannt wurde, und besiegten die Byzantiner bei Akova, das sie am 28. Februar 1395 einnahmen, und bei Leondari. Venedig weigerte sich, auf Carlos Seite, der Korinth und Megara an Venedig verkaufen wollte, in den Krieg einzutreten. Carlo war, wie es Kenneth M. Setton formulierte, „quite willing to sell what he could not hold“. Am Ende plünderten die Osmanen Mittelgriechenland, dem Paläologen gelang die Besetzung von Korinth, das allerdings zu dieser Zeit eher unbedeutend war, die Venezianer hielten das Herzogtum Athen.
In einem Punkt wich Carlo von der Politik seines Bruders und seiner Mutter stark ab, nämlich im Verhältnis zu Venedig. Er versuchte sich dessen Neutralität zu versichern. Doch der dortige Senat reagierte mit Schreiben vom 12. Dezember 1391, man halte sich aus den lokalen Auseinandersetzungen heraus, mische sich aber sehr wohl ein, wenn Rechte von Freunden der Serenissima bedroht sein sollten. Venedig bedrängte Carlos Reich mit ökonomischen Mitteln seit 1390, als es Abgaben auf alle Transaktionen mit Untertanen Carlos erhob. Dies hatte wiederum seine Ursache darin, dass Carlo die genuesische Bürgerschaft am 2. Dezember 1389 erworben, aber auch von den Venezianern in deren Augen zu hohe Abgaben verlangt hatte. Am 11. April untersagte der Senat allen Untertanen, die Häfen Carlos anzulaufen oder dort Handel zu treiben, eine Entscheidung, die am 21. März 1392 wiederholt wurde. Carlo Tocco wurde somit einem Handelsboykott unterworfen. Carlos Name taucht in einer Liste von lateinischen Baronen auf, die 1391 Amadeus von Savoyen, dem Titularprinzen von Achaia, das Homagium erwiesen. Carlo sah sich angesichts der Katastrophe, die der Versuch provoziert hatte, mit allen Mitteln an das Erbe seiner Ehefrau zu gelangen, gezwungen, eine Wiederannäherung an Venedig zu versuchen. Nach fünf Jahren gelang es ihm, das Privileg der venezianischen Bürgerschaft zu erlangen, wie schon seinem Vater 35 Jahre zuvor. Außerdem beendete Venedig den Handelsboykott. Das Bündnis mit Genua hatte ihm keinerlei Vorteile gebracht, hatte sich aber wohl als Druckmittel gegen Venedig geeignet; auch hoffte man wohl, wenn auch vergebens, auf Hilfe gegen die Albaner.
1399 drangen Carlos Truppen auf das Gebiet der albanischen Familie Spata vor, 1404/06 eroberte er in einem nächtlichen Überfall mit Leitern das stark befestigte Dragamesto (Astakos (?)), 1406 folgte Anatolico, das mit „loumbardes“, also Bombarden beschossen wurde. Dies ist der einzige Fall, in dem ein Festungswerk mit Bombarden zerstört wurde. Um diese Zeit kaufte Carlo – eine weitere Erwerbsmethode – den Brüdern Pikerni Riniasa (Thomokastro in der Gemeinde Preveza) ab, das über obige Geschütze verfügte. Paolo Spata übergab seine Festung Angelokastron (seit 2011 ein Ortsteil von Agrinio) lieber den Osmanen, als sie Carlo Tocco zu überlassen. Um Anatolico entspann sich ein neuer Streit mit Venedig. Ein erster, von der Schwester Petronilla vermittelter Vertrag vom 12. Mai 1409, wurde nicht beachtet. Carlo schlug Jahre später den Erwerb der Festung Lepanto vor, was der venezianische Senat Mitte 1414 jedoch rundheraus ablehnte.
Im Sommer 1407 griff Carlo den Fürsten von Morea Centurione II. Zaccaria an und eroberte Clarenza, das er jedoch im Februar/März 1408 zurückgab. Er erhielt schließlich in den Jahren 1402 bis 1427 Teile von Elis auf der Morea, weiterhin einige Festungen auf dem Festland, einschließlich Angelokastron.

### Despot der Rhomäer (ab 1415)

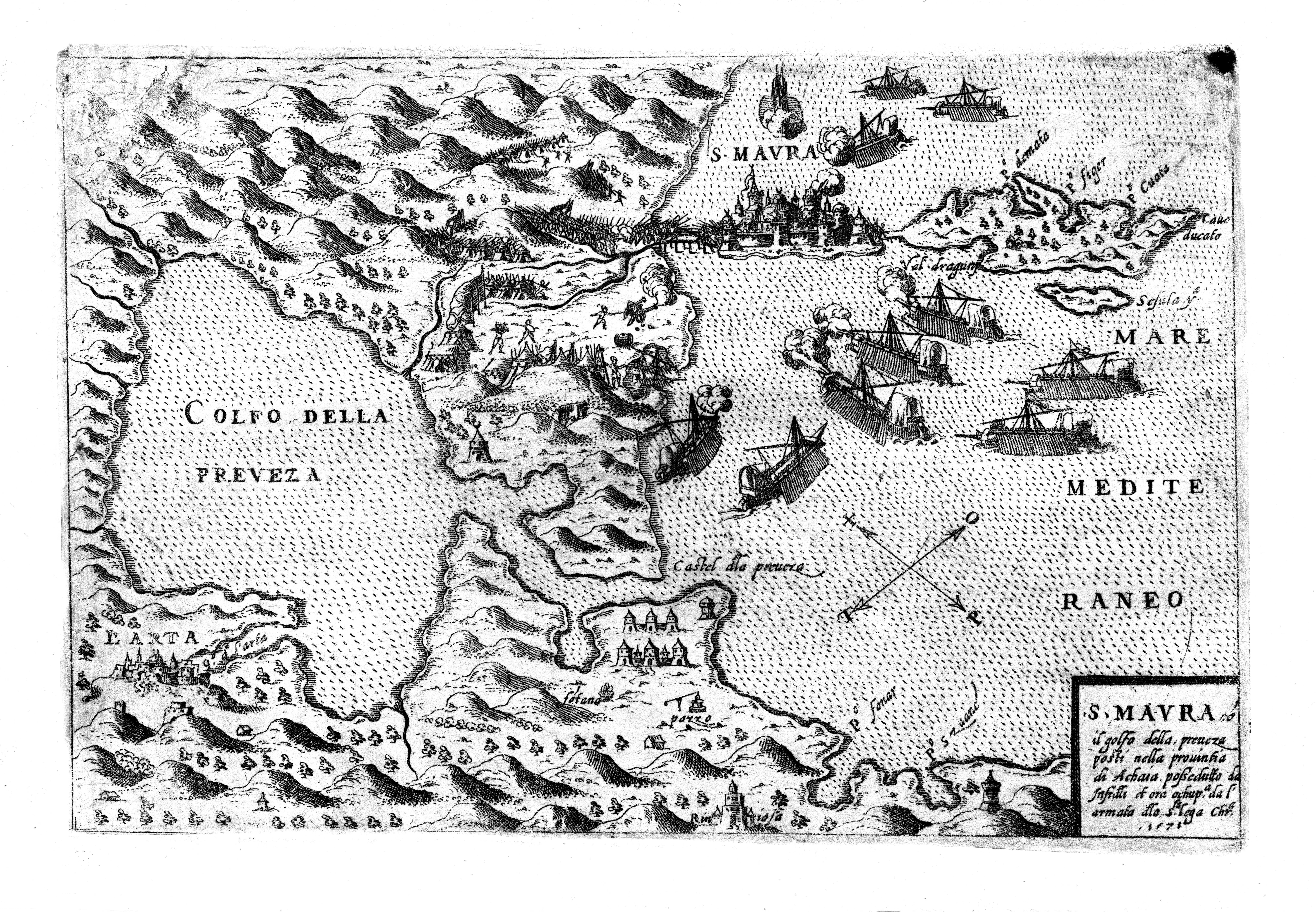
Darstellung des „Colfo della Preveza“ mit Arta und „S. Mavra“ (Lefkada) aus dem Jahr 1571

Carlos Onkel mütterlicherseits, Esau Buondelmonti († 1411), wurde durch Heirat 1388 Despotes von Epirus. Nach dessen Tode eroberten Albaner große Teile des Landes, darunter Arta, sein junger Sohn Giorgio Buondelmonti konnte diese nicht aufhalten. Die griechische Bevölkerung bat den Neffen Esaus, Carlo I. Tocco, um Hilfe. Auf ihre Bitte trat er daraufhin die Herrschaft im Despotat Epirus an (1. April 1411) und drängte die bereits bis nach Arta vorgedrungenen Albaner militärisch zurück. Zunächst unterlag er jedoch den Albanern unter Muriki Spata (albanisch Muriq Shpata), dem Enkel des Gjin Spata († 1399), bei Kranea (wahrscheinlich das heutige Kranë im Qark Vlora, Albanien) im Sommer 1412. Die Armee der Tocco wurde völlig aufgerieben und Ioannina wurde belagert. Nur durch venezianische und osmanische Intervention konnte er seine Positionen halten. Die Schiffe der Tocco und vor allem der Venezianer siegten in einer Seeschlacht vor Clarenza. 1412/13 ersuchte er Mūsā Çelebi, den Bruder von Sultan Mehmeds I., um Unterstützung, der sein Verbündeter und Schwiegersohn wurde
Nach Mūsā Çelebis Tod schickte er seine Söhne (Ercolo, Torno, Menuno, Triano), als Geiseln an den osmanischen Hof und erklärte sich bereit, Tribut zu entrichten. In Venedig wurde am 12. Juli 1414 ein Vertrag zwischen den Tocco und Zaccaria abgeschlossen, der Carlo insofern teuer zu stehen kam, als er sich zum Vasallen Venedigs erklären musste. Hinzu kam ein jährlicher Tribut von 200 Dukaten, und er musste Venedig jedes Jahr für drei Monate eine Galeere zur Verfügung stellen. Immerhin gelang es Carlo, mit den Albanern, die durch die Osmanen unter starken Druck geraten waren, einen Friedensvertrag abzuschließen, insbesondere mit Muriki Spata, der jedoch bereits 1414 starb.

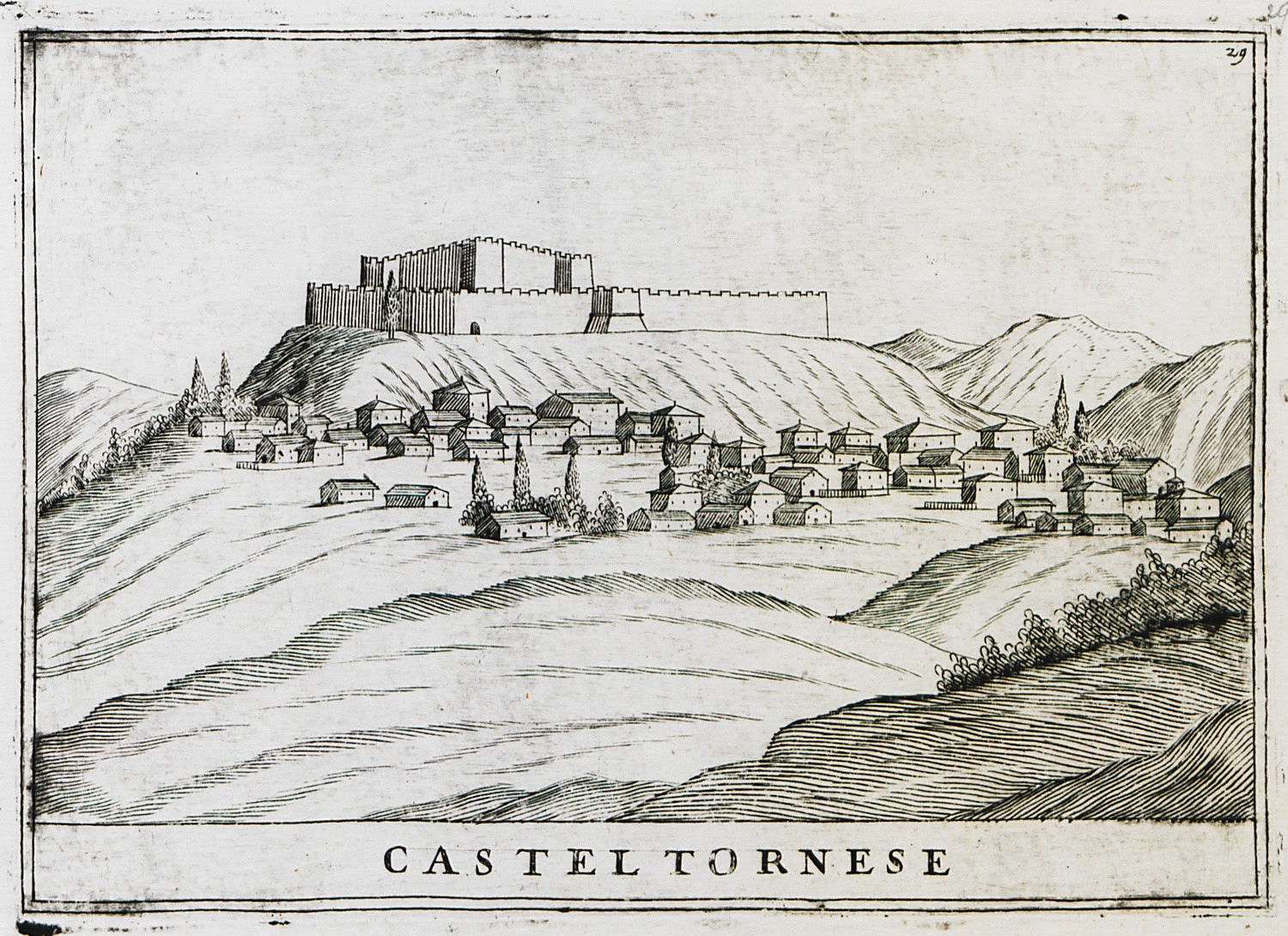
Darstellung des „Castel Tornese“ (Chlemoutsi), Vincenzo Coronelli, 1686

Im Frühjahr 1415 begab sich Carlos Bruder, Leonardo II., als Botschafter zum byzantinischen Kaiser Manuele II. Palaiologos nach Mystras, um den Despotentitel seines Bruders Carlo zu verfechten. Im August 1415 erhielt er von Kaiser Manuel II. den Titel Despot bestätigt. Mit einer List eroberte und tötete Carlo den Despoten von Arta, Yaqub Spata und zog am 4. Oktober 1416 in Arta ein. Nach Abschluss seiner Feldzüge gegen die Albaner hatte Carlo den Großteil von Epirus unter seine Kontrolle gebracht. Während der nächsten elf Jahre herrschte Carlo als Despot über Epirus, seine Residenz war Ioannina. Seine Frau Francesca, die sich schon lange zuvor als „basilissa“ bezeichnet hatte, wurde nun als „dignissima ducissa“ tituliert. So konnte er für einige Zeit „das alte Territorium von Epiros in seiner Hand vereinigen“ (Nicol). Um 1420 konnte er den Venezianern Ponticò und Clomuzzi (Chlemoutsi) abkaufen, ebenso wie dem Abenteurer Oliviero Franco die Stadt Clarenza im Jahr 1421. 1422 kam es zwar zu einem Friedensvertrag, doch Carlo brach diesen sogleich, indem er Elis eroberte.
Die politisch-militärische Situation änderte sich grundlegend, zunächst auf dem Peloponnes, nach 1422. Die osmanische Armee hatte vergebens Konstantinopel belagert und zog nun auf die Halbinsel, wo Carlo seinen Machtbereich auf Kosten der Byzantiner ausdehnen wollte. Am 21. Mai 1423 lud er den Pascha Turahan Bey ein, in das Despotat Morea einzudringen. Die Türken zerstörten die Befestigungen an der Landenge von Korinth, dem sogenannten Hexamilion und verwüsteten die Region, wobei sie Massaker an der Bevölkerung verübten. Die lateinischen Fürsten auf dem Peloponnes boten in dieser Notlage Venedig die Unterstellung unter seine Oberherrschaft an. Dort ließ man durch fünf Sachkundige, Savi oder Sapientes genannt, das Angebot prüfen. Sie kamen zwar zum Ergebnis, dass die Schätze des Landes durchaus einer Ausbeutung würdig seien, doch am Ende lehnte der Große Rat das Angebot ab.
1424 kam es zum Frieden zwischen den Byzantinern und den Osmanen, wobei die Ersteren frei Hand hatte Krieg gegen die Tocco und die Venezianer zu führen. Noch im Sommer desselben Jahres nahm Carlo während eines Gefechts Centurione II. Zaccaria gefangen.
Nach einem Friedensschluss (1424) suchte Konstantinopel die Halbinsel für sich zu gewinnen. Kaiser Johannes VIII. führte, begleitet von Georgios Sphrantzes und dem Thronfolger und Despoten von Morea Konstantin, einen Feldzug, in dessen Verlauf es zu einer Seeschlacht am Eingang des Golfes von Patras kam. Carlos Flotte wurde dabei zerstört, Byzanz gelang die Konsolidierung der Peloponnes ab 1426 (bis 1460). Carlo musste im Friedensvertrag dieses Jahres Glarentza abtreten. Angesichts des anhaltenden osmanischen Druckes suchte man das Bündnis mit anderen lokalen Mächten. So heiratete Konstantin Palaiologos, der spätere Kaiser, Carlos Nichte Maddalena (die sich aus diesem Anlass in Theodora umbenannte und zur Orthodoxie konvertierte) und erhielt weitere Gebiete der Familie Tocco als Mitgift. Maddalena, die Carlo nach dem frühen Tod seines Bruders adoptiert hatte, heiratete den späteren Kaiser im Juli 1428. Doch sie starb bereits im Februar des nächsten Jahres während der Geburt einer Tochter. So zerschlugen sich auch diese dynastischen Pläne.

### Tod und Nachwirkungen
Im Juni 1429 ließ Carlo I. Tocco von seinem Notar und Sekretär ser Ambrogio sein Testament aufsetzen. Im Juli starb Carlo und wurde im Franziskanerkloster auf Zante beerdigt. Das Leben an seinem Hof ist Bestandteil der Chronik der Tocco, die gegen Ende seiner Herrschaft verfasst wurde.
Da er mit seiner Frau keine legitimen Nachkommen hatte, adoptierte er die Kinder seines früh verstorbenen Bruders Leonardo II. († 1418) und vererbte dessen Sohn Carlo II. Tocco sein Reich noch vor dem Tod seines Bruders; schon 1414 hatte er ihn zu seinem Erben erklärt. Jedoch hatte Carlo I. mit Mätressen mehrere uneheliche Söhne gezeugt und sie mit Feudalgütern ausgestattet. Diese fünf illegitimen Söhne hatte er an den Hof des osmanischen Sultans geben müssen. Allen voran durch Memnon Tocco fochten sie die Nachfolge an. Dies nahmen die Osmanen zum Vorwand, sich in Epirus einzumischen. Carlo II., den der ungarische König Sigismund zum „Despoten von Janina und Arta ernannt hatte“, konnte den anschließenden Erbfolgekrieg nicht gewinnen. 1430 fiel schließlich Ioannina im selben Jahr in osmanische Hand wie Thessaloniki, das die Venezianer vergeblich sieben Jahre lang verteidigt hatten. 1449 fiel auch Arta an die Osmanen.
Über die nichtehelichen Kinder Carlos I. ist deutlich weniger bekannt. Sein Sohn Ercole wurde Herr von Dragomesto und heiratete 1429 eine Tochter von Sgouros Bua Shpata. Er erscheint 1413 und 1421 in Gefechten gegen Osmanen und Byzantiner. Ebenso aus Gefechten ist Torno bekannt. Er unterlag 1427/28 bei den Echinaden gegen die kaiserliche Flotte unter Demetrios Leontares; auch Menuno (Memnon), der in Gefechten erscheint, focht nach dem Tod seines Vaters das Testament an und rief Sultan Murad I. zu Hilfe. Er wurde Sandschak-Bey von Ioannina und heiratete die Tochter des Albaners Muriki Bua, mit dem sich schon sein Vater verbündet hatte. Während über „Triano“ nichts bekannt ist (er wird nur bei Hopf erwähnt), hielt sich „Orlando“ (den Hopf genauso nennt, wie einen ansonsten in der Tocco-Chronik nicht auftauchenden „Antonio“, S. 196) als Herr von Riniassa. In seiner Chronaca war der Herausgeber Schirò zwar geneigt, auch „Orlando“ die Existenz abzusprechen, doch taucht in einem venezianischen Dokument ein „Rolando de tocho olim domino Renesse“ auf, so dass möglicherweise ein Sohn namens Rolando existiert hat. Über die beiden namentlich nicht bekannten Töchter ist überliefert, dass eine von ihnen 1414/15 Carlo Marchesano, den Herrn von Rhogoi und Halbbruder von Muriki Spata heiratete, die andere 1414 zuerst Musa Beg, einen Emir, dann Hamza Pascha, den Herrn von Gjirokastra, einen Bruder des Wesirs Bayezid Pascha. Die Spata waren von 1358 bis 1416 Despoten von Arta.

### Familie
Carlo I. heiratete 1388 Francesca Acciaiuoli, Tochter des Herzogs von Athen, Nerio I. Acciaiuoli, und der Agnese Saraceno, mit der er keine Nachkommen hatte. Doch hatte Carlo sieben uneheliche Kinder von namentlich nicht bekannten Frauen. Diese waren:
- Carlo I.

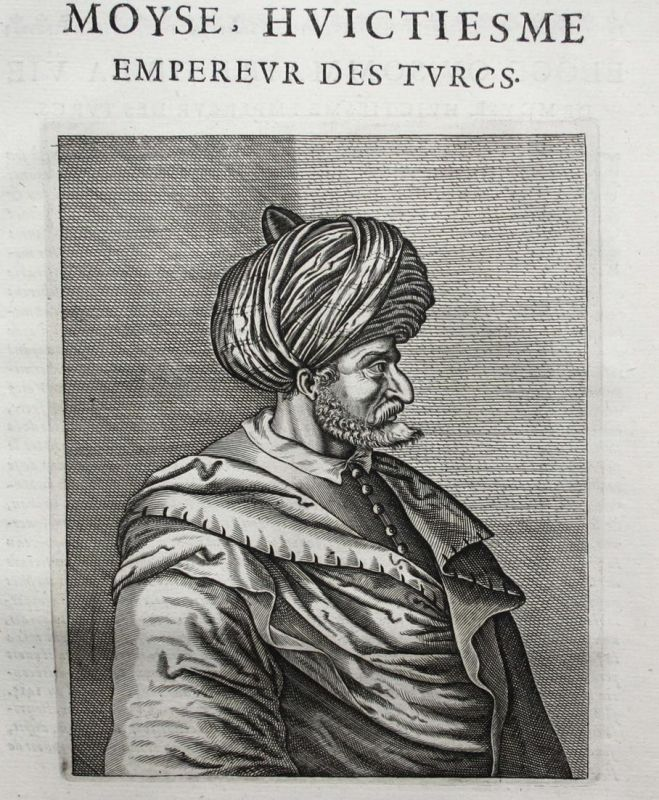
Sultan des Osmanischen Reiches (1411–1413)

  - Ercolo (Ercole; † nach 1436),[32] ⚭  1414 ca. in Giannina Petronella Spata, Tochter von Sgouros Bua Spata, Herr von Angelokastron, Arta, Anatolico e Naupaktos[33]
    - Carlo[34]
    - Leonardo[34]

  - Torno (Turno; † nach 10. Dezember 1436),[35] ⚭  N.N.[36]
    - Tochter (Name unbekannt), ⚭ 20. Mai 1436 in Aranatium (Riniasa?) N.N.[34]

  - Menuno (Memnone; † nach 1449),[37] ⚭ nach Oktober 1416 eine Tochter von Muriki Bua[36]
    - Giovannetto († nach 1436)[3]

  - Triano (alias Rolando, Orlando; † nach 20. August 1463)[38] ⚭ ?[39]
    - Tochter[3]

  - Tochter (Name unbekannt; bl. 1411/1416) ⚭  6. Februar 1411 in Roghì (in der Nähe von Arta) Carlo Marchesano (* nach 27. April 1381, † nach 1428), Herr von Roghì, Sohn von ? Marchesano und Irene Bua Spata von den Despoten von Arta (ohne Kinder)[39]
  - Tochter (Name unbekannt; bl.  1412/1414)[40] ⚭ 1. 1412 Mūsā Çelebi († 5. Juli 1413, im Auftrag seines Bruders Mehmet I. erwürgt in Çamurlu bei Sofia), Sekundogenitur von Bayezid I.; ⚭ 2. nach 1413 Hamza Pascha, Bruder von Bayezid Pascha, Großwisir von Sultan Mehmet I.[41]
  - Sohn (Name unbekannt)[41]

Als Carlos Bruder Leonardo II. 1418/19 starb, adoptierte er dessen minderjährige Kinder. Diese waren Carlo II. Tocco, Pfalzgraf von Kefalonia und Despot von Arta, sowie Magdalena (Theodora), die Konstantin Palaiologos heiratete und Creusa, die Ehefrau von Asano Centurione II. Zaccaria, Herrscher von Arkadien.

## Quellen und Editionen

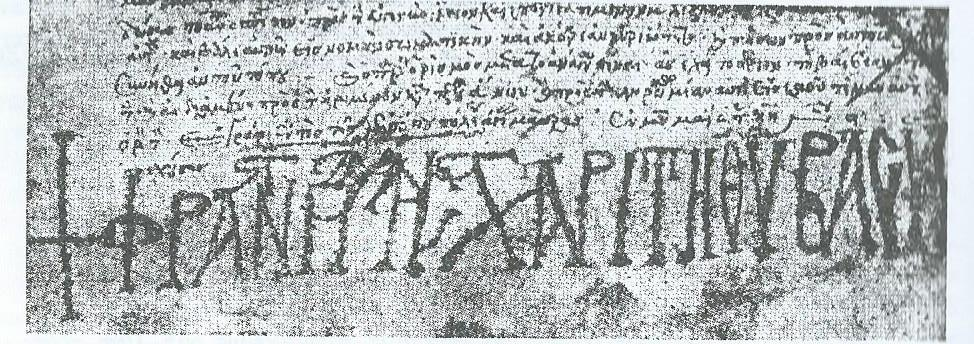
Detail einer Urkunde Francescas